# Philaeus albovariegatus
Philaeus albovariegatus är en spindelart som först beskrevs av Simon 1868.  Philaeus albovariegatus ingår i släktet Philaeus och familjen hoppspindlar. Inga underarter finns listade i Catalogue of Life.